# قماميات
القماميات (الاسم العلمي: Cathartiformes)، رتبة من الطيور الجارحة التي تشمل نسور العالم الجديد والطيور الوحشية المنقرضة. وتصنف هذه الطيور الجارحة احيانا تحت رتبة الجوارح (التي تشمل النسور والصقور)، حاليا تعتبر منفصلة ولكنها رتبة مرتبط ارتباطا وثيقا. في الماضي كانت تعتبر مجموعة شقيقة لرتبة اللقلقيات على أساس تحليل الحمض النووي DNA للتهجين والتشكل.